# Ricardo Williams
Ricardo Williams est un boxeur américain né le 25 juin 1981 à Cincinnati dans l'Ohio.

## Carrière
Il représente son pays lors des Jeux olympiques d'été de 2000 dans la catégorie super-légers et y remporte la médaille d'argent.